# سفراء النواية الحسنة لمنظمة الصحة العالمية
سفراء النوايا الحسنة لمنظمة الصحة العالمية، هم من دعاة المشاهير من منظمة الصحة العالمية (WHO). ويستخدمون موهبتهم وشهرتهم للدفاع عن الصحة والرفاهية.

## قائمة سفراء النوايا الحسنة الحالية
سفراء النوايا الحسنة لمنظمة الصحة العالمية ، والسنة التي تم تعيينهم فيها: 
- أميتاب باتشان الهند 2017 سفير النوايا الحسنة للتوعية بالتهاب الكبد [2]
- كريستين كاسيبا-ساتا زامبيا 2012-2014 طبيب ، ضد العنف القائم على النوع الاجتماعي [3]
- بنغ لييوان الصين 2011-2014 فنان صوتي. سفير النوايا الحسنة من أجل السل وفيروس نقص المناعة البشرية / متلازمة نقص المناعة المكتسب (الإيدز) [4]
- جيت لي الصين 2009-2014 نجم السينما الدولية. سفير النوايا الحسنة [5]
- يوهي ساساكاوا اليابان 2001-2014 رئيس مؤسسة نيبون. سفير النوايا الحسنة للقضاء على الجذام
- كريج ديفيد المملكة المتحدة 2010 المغني. سفير النوايا الحسنة لشراكة دحر السل
- نانسي برنلكر الولايات المتحدة الأمريكية 2009 مؤسس ، سوزان ج. كومن من أجل العلاج. سفير النوايا الحسنة لمكافحة السرطان [6]
- لييا كيبيدي إثيوبيا 2005 سفيرة النوايا الحسنة
- سيلفي فارتان بلغاريا 2005 سفير النوايا الحسنة
- أوركسترا فيينا أوركسترا فيينا 2005 سفير النوايا الحسنة

في 21 أكتوبر / تشرين الأول 2017، عيّن المدير العام لمنظمة الصحة العالمية ، تيدروس أدانوم غبريزوس ، رئيس زيمبابوي روبرت موغابي سفيراً للنوايا الحسنة لمنظمة الصحة العالمية للمساعدة في معالجة الأمراض غير المعدية في أفريقيا. وأشاد خطاب التعيين بموجابي لالتزامه بالصحة العامة في زيمبابوي. جذبت التسمية إدانة واسعة النطاق في الدول الأعضاء في منظمة الصحة العالمية والمنظمات الدولية بسبب سجل موجابي السيئ في مجال حقوق الإنسان وترؤس تدهور الصحة العامة في زيمبابوي. بعد انتقاد واسع النطاق ، اضطر تيدروس أدانوم غبريزوس إلى سحب التعيين في اليوم التالي.